# Марьянков, Фёдор Самуилович
Фёдор Самуилович Марьянков (1893—1937) — русский офицер, герой Первой мировой войны, участник Белого движения.

## Биография
Из крестьян. Окончил Могилёвскую Александровскую гимназию.
По окончании ускоренного курса Владимирского военного училища 1 декабря 1914 года был произведен в прапорщики. В Первую мировую войну состоял в 271-м пехотном Красносельском полку, был дважды ранен. Произведен в подпоручики 5 октября 1915 года, в поручики — 8 мая 1916 года, в штабс-капитаны — 19 сентября того же года. Удостоен ордена Св. Георгия 4-й степени
За то, что в бою 23 октября 1916 года при взятии 3-м батальоном выс. 1136, что к юго-западу от выс. Хейнем, командуя 11-ю ротою под сильным огнем противника, прорвал его искусственные препятствия, бросился во главе рот в штыки, выбил противника из укрепленной позиции и взял один действующий пулемет и 85 пленных.
С началом Гражданской войны в ноябре 1917 года вступил в Добровольческую армию. Во ВСЮР и Русской армии — капитан Марковской железнодорожной роты до эвакуации Крыма. Галлиполиец. Осенью 1925 года — в составе Технического батальона в Югославии.
В эмиграции во Франции. Умер в 1937 году после длительной болезни в русском туберкулезном санатории Уссу (фр. Oussoulx), в департаменте Верхняя Луара.

## Награды
- Орден Святой Анны 3-й ст. с мечами и бантом (ВП 22.07.1916)
- Орден Святого Георгия 4-й ст. (ПАФ 31.07.1917)